# Koolhoven FK.41
Koolhoven FK.41 var ett nederländskt skol-, passagerar- och privatflygplan.
FK.41 räknas till en av Frederick Koolhoven mest lyckade flygplanskonstruktioner trots att den bara tillverkades i sex exemplar vid Koolhovenfabriken i Nederländerna.
FK.41 var ett kabinförsett högvingat enkelvingat flygplan med plats för tre personer. Flygplanet kom att bli förebild för ett flertal flygplan i sin storleksklass, samt licenstillverkas av Desoutter Aircrafts i England. 
Första prototypflygplanet drevs av en 50 hk Siemens radmotor och flög första gången under våren 1928. Flygplanet var försett med ett brett fast hjullandställ som var förankrat i med en stötta mot vingbalken samt en v-formad rörkonstruktion mot flygplanskroppens undersida. Som avlastning för stjärtpartiet fanns en sporre monterad under fenan. 
Flygplanet drog till sig mycket uppmärksamhet, och då intresset för flygplanet var stort i England, bestämde Koolhoven sig för att föra över flygplanet dit för demonstration. Marcel Desoutter försäkrade sig om licensrättigheten för flygplanet. Två flygplan tillverkades modifierade med Cirrus Hermes I, för att användas som mall vid tillverkningen i England. Flygplanen gavs registreringen G-AAGC och G-AALI. Desoutter hämtade personligen G-AAGC i Holland, och flög den över till sin fabrik i Croydon. Med nyutformad vindruta och motorinklädnad presenterades den som Desoutter Dolphin på Olympia Aero Show i London 1929.